# Stanisław Przybyłko
Stanisław Przybyłko (ur. 9 marca 1900 w Warszawie, zm. 25 kwietnia 1975 w Warszawie) – polski lekkoatleta maratończyk, trzykrotny mistrz Polski.
Startował zarówno przed II wojną światową, jak i po niej. Przed wojną był mistrzem Polski w biegu maratońskim w 1935 i 1937 oraz wicemistrzem w 1936.
12 września 1937, podczas mistrzostw Polski w Łodzi ustanowił najlepszy wynik w Polsce w maratonie (2:37:02,0), który został poprawiony dopiero w 1955 przez Juliana Witkowskiego. 
Po wojnie został pierwszym mistrzem Polski w biegu maratońskim w 1946 w Łodzi. Miał wówczas 46 lat.
Rekordy życiowe:
- bieg na 5000 metrów – 16:17,4 (23 maja 1937, Warszawa)
- bieg na 10 000 metrów – 33:22,6 (16 czerwca 1934, Warszawa)
- bieg maratoński – 2:37:02,0 (12 września 1937, Łódź)

Był zawodnikiem Skry Warszawa (1934-1935), Rezerwy Warszawa (1936-1937) i Czytelnika Gdańsk (1946).